# Castillo de la Ballesta
El castillo de la Ballesta o castillo de Ballestar es un castillo medieval que se encuentra situado en el municipio español de Ardisa en la provincia de Zaragoza.

## Descripción
El edificio que ha llegado hasta nuestros días es un castillo construido en llanura en el despoblado de La Ballesta a unos dos kilómetros de Ardisa, cuyos orígenes pueden datarse en el siglo XI y sobre el que se ha construido un edificio residencial gótico del siglo XV-XVI.
El edificio original constaba de un torreón de planta cuadrada de unos 7 metros de lado de planta y alrededor de 15 metros de altura. Rodeando el recinto la muralla dibuja también un recinto cuadrado de alrededor de treinta metros de lado. Conserva parte de los merlones y del adarve. En el ángulo nordeste hay un torreón con almenas y troneras de artillería.
Envolviendo la torre original del siglo XI, se construyó alrededor de los siglos XV-XVI un palacio gótico que conserva ventanas con arcos apuntados y abocinados y que en un principio estaba almenado, si bien hoy en día se encuentra cubierto con tejado a cuatro aguas cubierto con teja árabe.
La puerta de acceso está en la fachada sur y consta de un arco apuntado rematado en la planta superior por un ventanal geminado flanqueado por dos vanos con arcos conopiales."

## Historia
Encuadrado en los inicios de las conquistas de los monarcas aragoneses, la posible construcción inicial de la fortaleza se sitúa entre los años 1070 y 1090, en los cuales Sancho Ramírez construyó otras fortalezas como las de Luna, Ayerbe, Obano, Biel, Biota, Luesia, Marcuello o Sibirana. Se construyó en la llanura cercana al río Gállego para controlar la importante vía de comunicación desde el sur al norte que era el río, al igual que las vías de comunicación transversal que cruzaban en aquel punto entre Huesca, cristiana, y las aún musulmanas Luna y Ejea de los Caballeros.
Según Aramendía el castillo fue incluido por Jaime I dentro de las propiedades que formaban el señorío de Ayerbe y que entregó a su hijo Pedro y según él también, el castillo permaneció en posesión de la familia Gurrea desde el siglo XV. Miguel de Gurrea vendió el mismo a familiares de Argavieso junto a los castillos de Artasona y Alboreit, pasando a pertenecer a Gabriel Sánchez, quien era secretario de Fernando II el Católico, y que volvió a la familia Gurrea al incluir el castillo en la dote de su hija Aldonza para sus nupcias con Miguel de Gurrea Cerdán, lo heredó Francisco de Gurrea quien casó con Leonor de Castro-Pinós, quien fue la que lo transformó en el castillo tardogótico que hoy se preserva.
Es de propiedad privada y está en venta desde el 2014.

## Catalogación
El Castillo de la Ballesta, también conocido como Castillo del Ballestar o Castillo Palacio de la Ballesta, está inscrito en el Registro Aragonés de Bienes de Interés Cultural dentro de la relación de castillos considerados Bienes de Interés Cultural, en virtud de lo expuesto en la disposición adicional segunda de la Ley 3/1999, de 10 de marzo, del Patrimonio Cultural Aragonés. Este listado fue publicado en el Boletín Oficial de Aragón del 22 de mayo de 2006.

## Galería

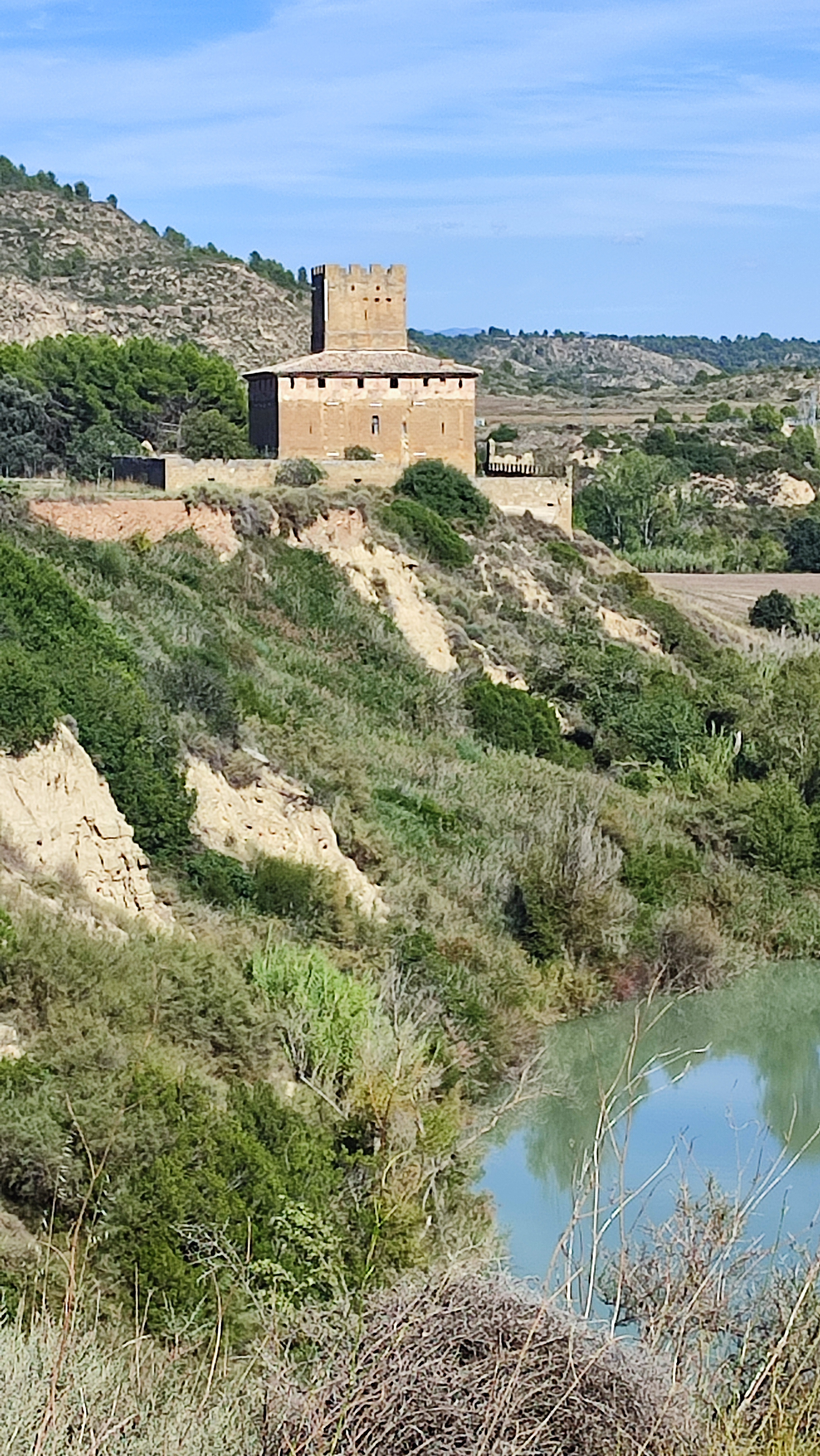
El castillo con la curva del río Gállego al pie
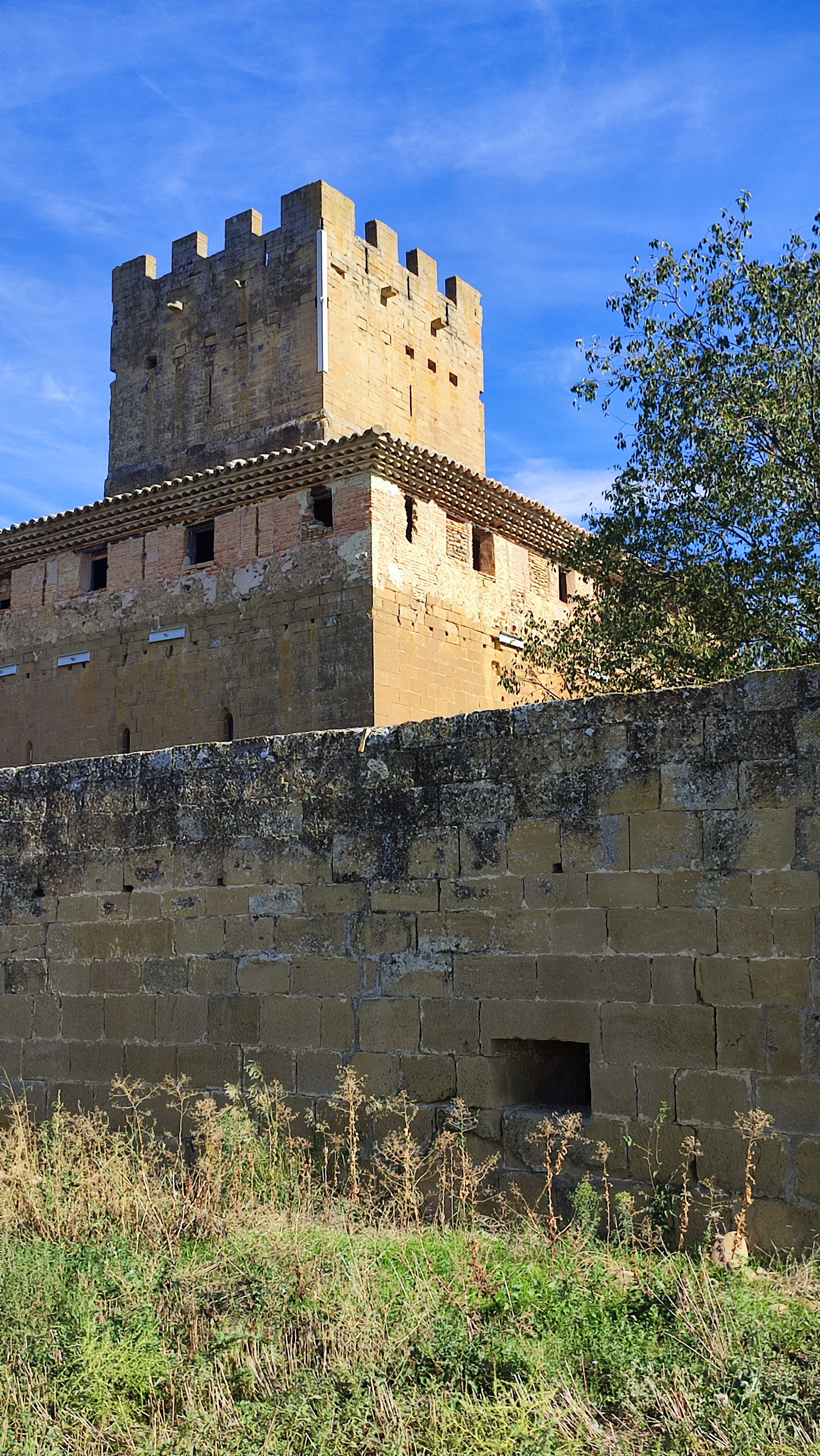
Esquina sudoeste
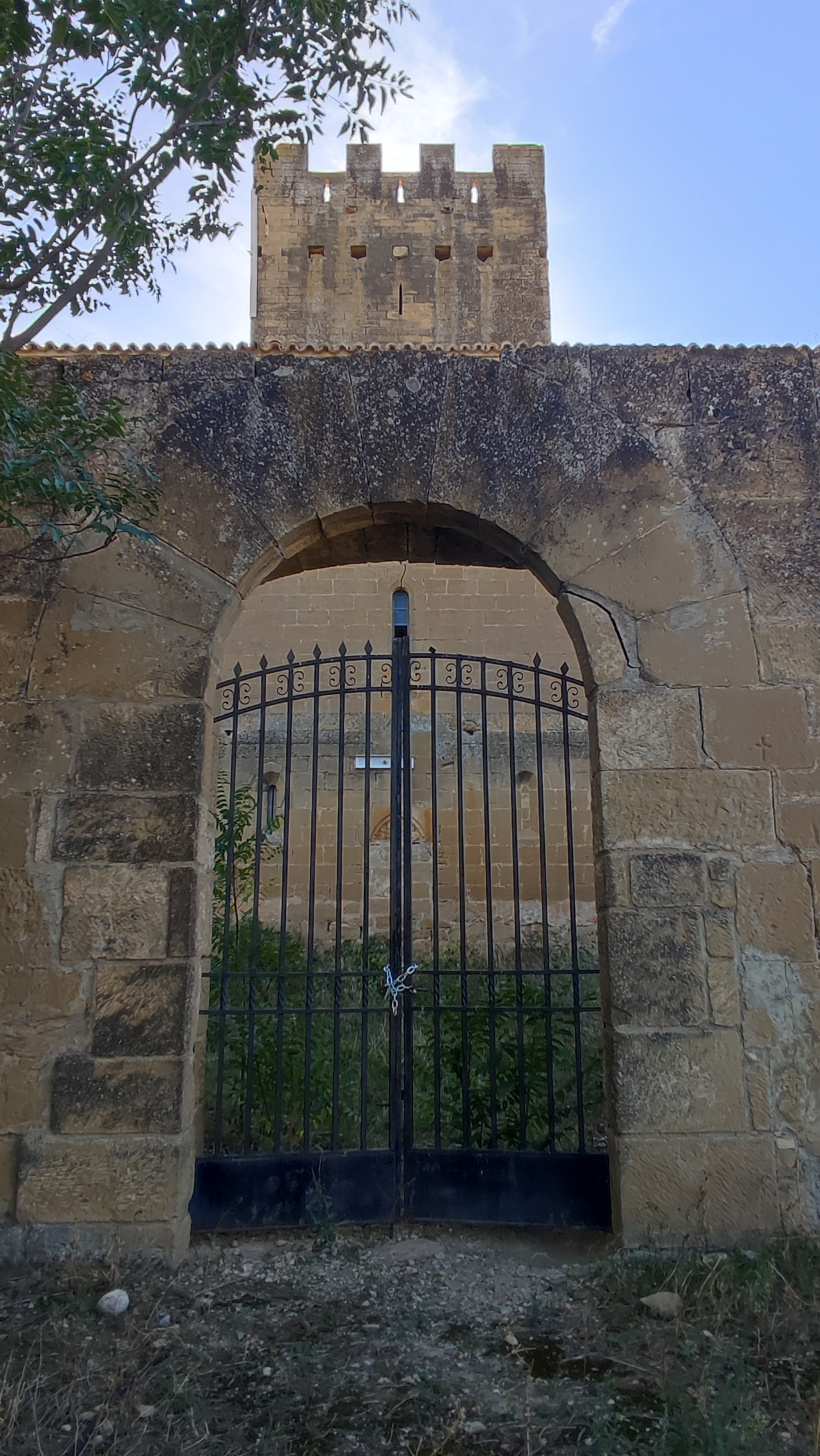
Puerta de entrada, lado norte.
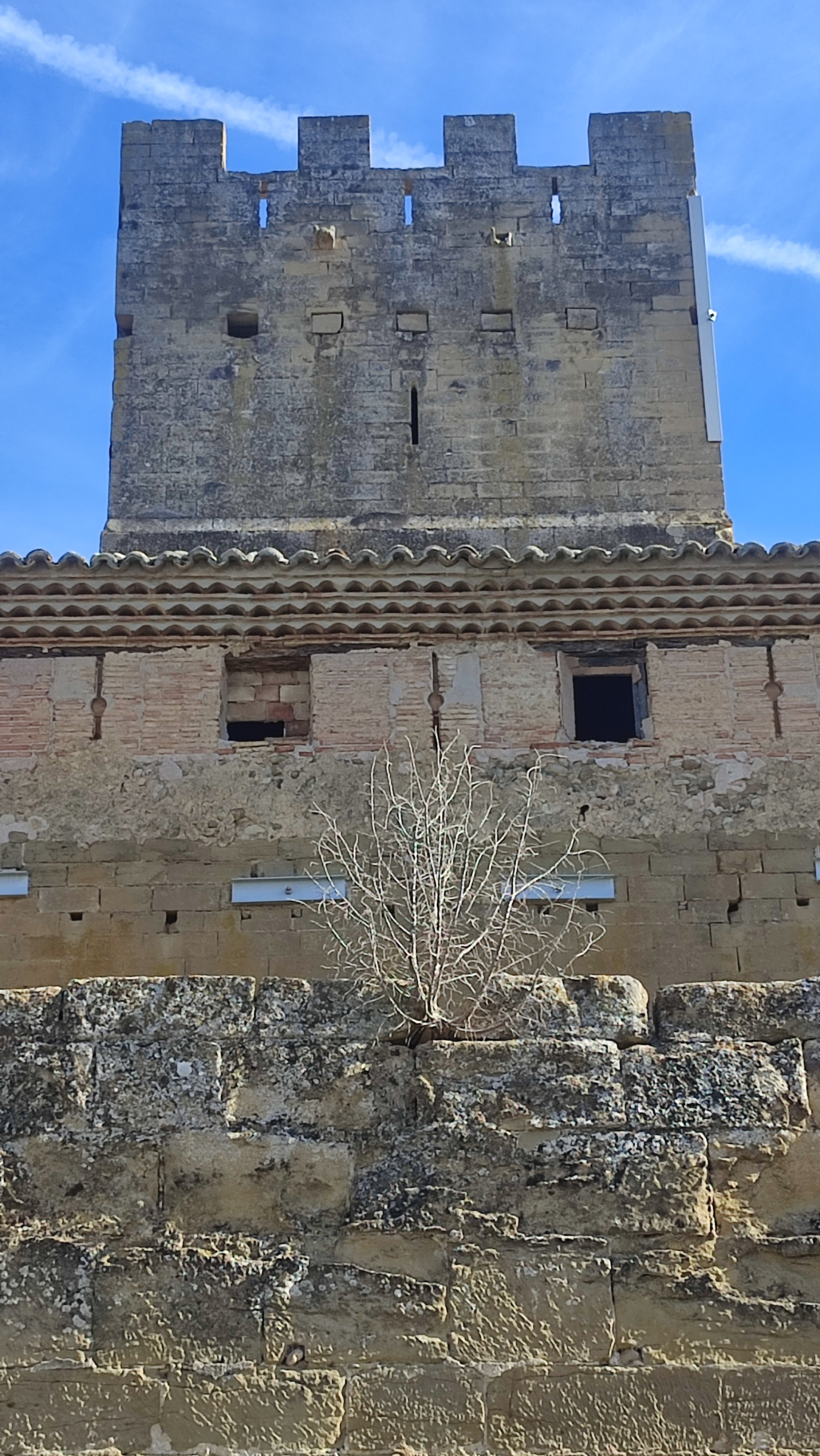
Arbusto, muro, palacio y torre.